# MinEvent
 (février 2016).
Si vous disposez d'ouvrages ou d'articles de référence ou si vous connaissez des sites web de qualité traitant du thème abordé ici, merci de compléter l'article en donnant les références utiles à sa vérifiabilité et en les liant à la section « Notes et références ».
Le(s) MinEvent(s), ou "Event", ou encore "mini event", (littéralement : mini-événements), œuvre inaugurale, part du principe - en 1964 - que la danse, le décor et la musique sont remis en jeu tous les jours. 
C'est d'une certaine façon un « happening », mais surtout une sorte de conceptualisation de la notion de théâtralité du quotidien. 
Chaque « MinEvent » est organisé le jour même, les musiciens - différents chaque jour - se concertent avec le compositeur qui leur communique les thèmes d’improvisation choisis. 
Ils font donc appel tout à la fois à l'imagination du metteur en scène et au talent d'improvisation des artistes, qu'il s'agisse de musiciens, de plasticiens ou d'acteurs.
Décors, costumes et sons sont donc continuellement renouvelés, et offrent aux spectateurs des spectacles totalement uniques à chaque représentations.